# Giovanna Tornabuoni
Giovanna Tornabuoni (* 18. Dezember 1468 in Florenz; † 7. Oktober 1488 ebenda) lebte im frühneuzeitlichen Florenz. Obwohl sie bereits mit neunzehn Jahren verstarb, entstand ihr zu Ehren eine große Anzahl Kunstwerke, darunter das berühmte Madrider Profilporträt von Domenico Ghirlandaio.

## Leben
Giovanna Tornabuoni entstammte einer alten, traditionsreichen Florentiner Familie, den Albizzi. Giovannas Vater, Maso degli Albizzi, war ein angesehener Bürger der Stadt Florenz, unter anderem Gonfaloniere di giustizia (1474) – das höchste Mitglied der Florentiner Stadtregierung – sowie Florentiner Botschafter am Hof von Papst Sixtus IV. Maso degli Albizzi heiratete seine zweite Frau Caterina Soderini 1455, wie er in seinem Tagebuch festhielt. Gemeinsam mit Caterina bekam er zwölf Töchter. Giovanna wurde als achte Tochter am 18. Dezember 1468 geboren.

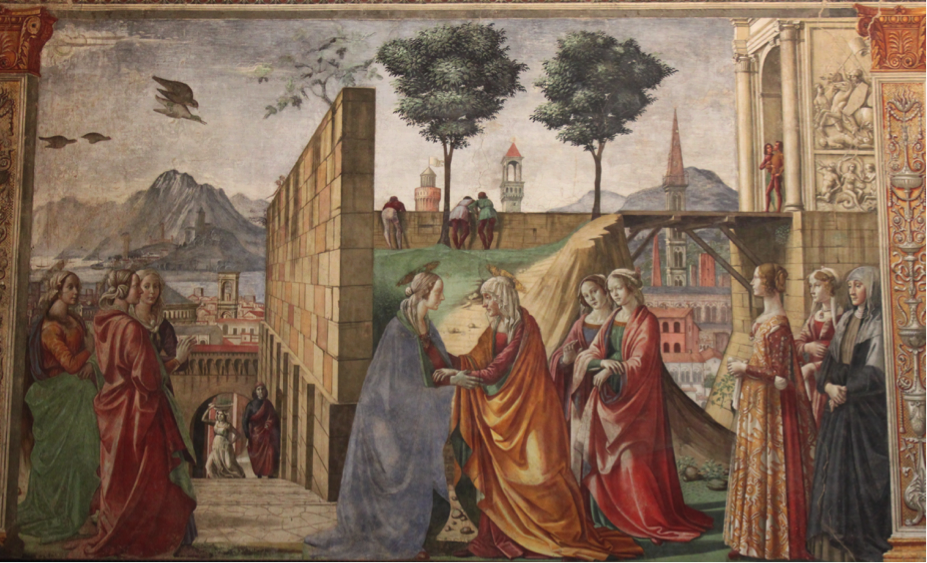
Domenico Ghirlandaio und Werkstatt: Heimsuchung Mariae, 1486–1490, Fresko, rechte Kapellenwand, Tornabuoni-Kapelle, Santa Maria Novella, Florenz

Im Jahr 1486 heiratete Giovanna im Alter von 17 Jahren den zwanzigjährigen Lorenzo Tornabuoni, Sohn des einflussreichen und wohlhabenden Medici-Bankiers Giovanni Tornabuoni. Die Planungen für Giovannas Mitgift hatten bereits begonnen, als sie drei Jahre alt war, mit der Eröffnung eines Mitgift-Kontos bei der Bank Monte delle Doti am 8. Oktober 1471. 1000 Florin und damit den Großteil der 1500 Florin umfassenden Mitgift erhielt die Familie des Mannes als Kapital. Etwa 25 Prozent der Mitgift wurde traditionell in Form von Geschenken, die der Braut mitgegeben wurden, ausbezahlt (donora). Der Wert der donora von Giovanna belief sich auf insgesamt 290 fiorini, 13 lire, 2 soldi. Für die donora wurden zwei Monate vor Giovannas Hochzeit für den Preis von 18 Florin Schürzen, Kappen, Strumpfhosen, Taschentücher, achtzehn Blusen sowie ein Spiegel, eine satinbedeckte Haarbürste mit goldenem Griff, Haarbänder, Broschen und Anstecknadeln, Handtaschen und zwei Elfenbeinkämme in Auftrag gegeben; weiterhin eine Elfenbeinbox und ein Messingbecher mit den Wappen der beiden Familien. Darüber hinaus wurde für 20 Florin ein kleines Stundenbuch mit narrativen Illustrationen und silbernen Einbandverzierungen gekauft.
An den aufwendigen Hochzeitsfeierlichkeiten am 3. September 1486 nahm die ganze Stadt teil. Lorenzo de’ Medici, der Neffe von Giovanni Tornabuoni, wirkte bei der Vermählung als Vermittler (mezzano). Die Feierlichkeiten beschreibt der Dichter Naldo Naldi in seinem anlässlich der Hochzeit verfassten Gedicht Nuptiale carmen ad Laurentium Tornabonium Iohannis filium iuvenem primarium. In 336 Verszeilen auf zehn Folio, von einem unbekannten Miniaturisten mit den Wappen der beiden Familien illustriert, beginnt das Gedicht mit dem festlichen Auftakt: dem rituellen Gang der Braut vom Haus der Eltern zum Haus der Familie des Mannes (ductio ad domum). Naldo Naldi beschreibt Giovannas Gewand als blendend weiß, ihr Haar als sorgsam gekämmt und mit kostbaren Nadeln verziert.
Ihr kurzes gemeinsames Leben verbrachten Giovanna und Lorenzo Tornabuoni teils im Palazzo Tornabuoni im Zentrum von Florenz und teils in der Villa der Familie Tornabuoni, der heutigen Villa Lemmi in Chiasso Macerelli, gelegen in den nördlichen Hügeln der Stadt. Am 11. Oktober 1487 brachte die achtzehnjährige Giovanna einen Sohn zur Welt: Giovanni Antonio Gerolamo di Lorenzo di Giovanni Tornabuoni, benannt nach seinem Großvater Giovanni Tornabuoni, gerufen Giovannino. Nicht lange nach der Geburt von Giovannino wurde Giovanna erneut schwanger, bevor sie aber ihr zweites Kind zur Welt bringen konnte, verstarb sie am 7. Oktober 1488 mit neunzehn Jahren. Im Libro dei morti, das die Verstorbenen der Stadt auflistet, steht zu diesem Anlass vermerkt: „La donna di Lorenzo di Giovanni Tornabuoni riposto in Santa Maria Novela a dì 7 detto (Ottobre 1488)“, und direkt darunter: „uno figl(i)uolo di detto Lorenzo riposto in Santa Maria Novella a dì detto (Ottobre 1488)“. In einer feierlichen Zeremonie wurde Giovanna in der Nähe der Familienkapelle in der Dominikanerkirche Santa Maria Novella begraben. Um ihr Gedenken aufrechtzuerhalten, ließ Lorenzo Tornabuoni über Jahre hinweg ihr zu Ehren zahlreiche Messen ausrichten. Auch das für diese Messen benötigte Kerzenwachs stellte er bereit.

## Bildquellen
Das bekannteste Kunstwerk mit dem Porträt der Giovanna Tornabuoni ist Ghirlandaios Gemälde im Museo Thyssen-Bornemisza in Madrid. Darüber hinaus haben sich weitere Bildwerke mit ihrem Porträt erhalten, die sowohl zu Lebzeiten als auch postum entstanden. In einigen Fällen diskutiert die Forschung nach wie vor die Identität der porträtierten Frau, bei drei Bildern jedoch herrscht weitestgehend Einigkeit bei der Identifizierung:

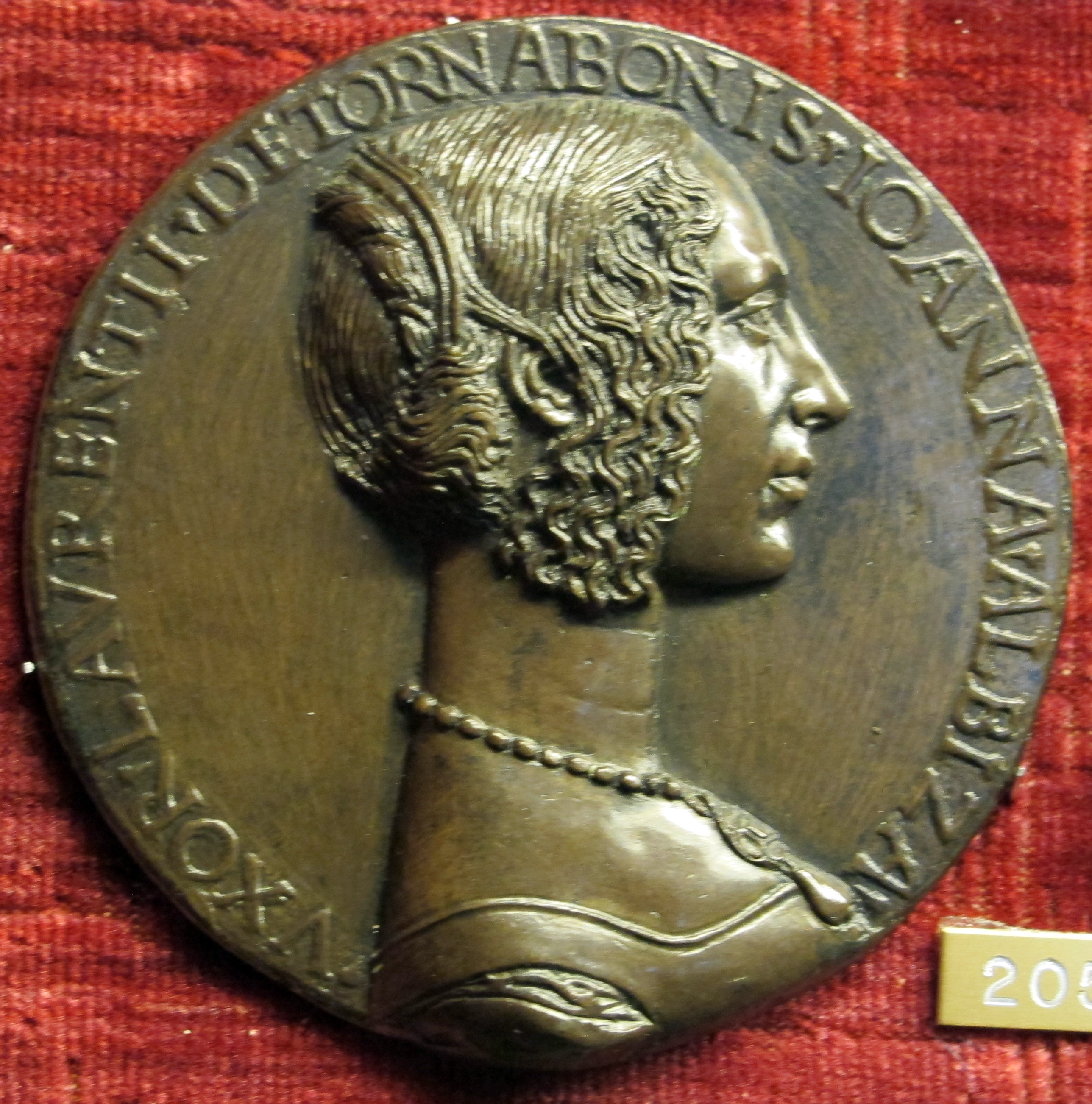
Niccolò Fiorentino zugeschrieben: Porträtmedaille auf Giovanna degli Albizzi Tornabuoni, um 1486, Avers

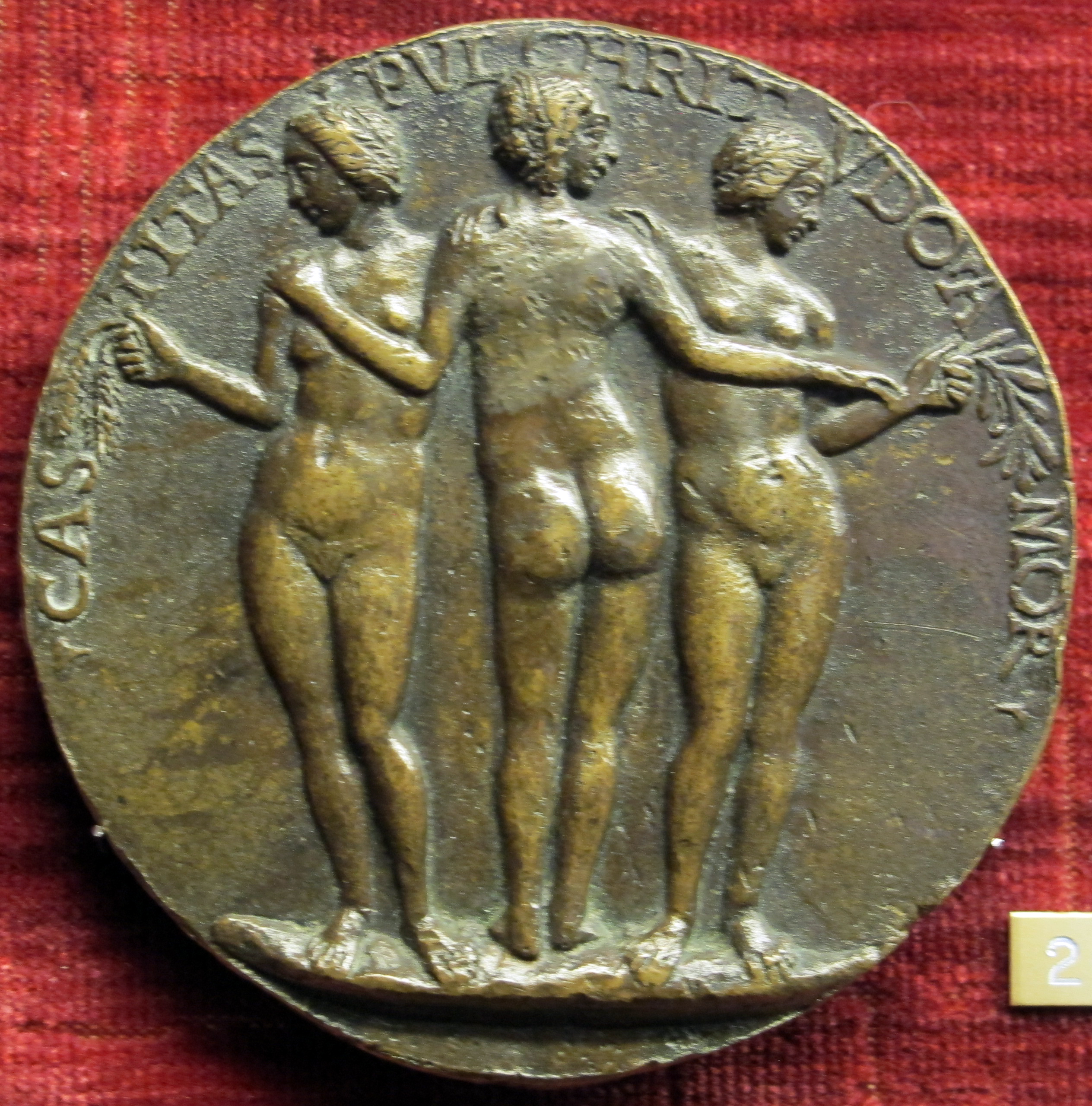
Niccolò Fiorentino zugeschrieben: Porträtmedaille auf Giovanna degli Albizzi Tornabuoni, um 1486, Revers mit dem Motiv der drei Grazien

- Niccolò Fiorentino zugeschrieben: Porträtmedaille mit zwei unterschiedlichen Revers-Darstellungen, um 1486. Zu Ehren von Giovanna Tornabuoni wurden nachweislich zwei Medaillen mit gleichem Avers-Porträtmotiv (Vorderseite), aber alternierender Revers-Darstellung (Rückseite) geprägt: Die Vorderseite beider Medaillen ziert ein Porträt von Giovanna, die Rückseite der ersten Medaille zeigt drei Grazien, das Revers der zweiten Medaille eine Darstellung der gerüsteten Venus. Der Entwurf für beide Porträtmedaillen wird Niccolò Fiorentino zugeschrieben. Auf der gleichbleibenden Vorderseite weist die umlaufende Inschrift UXOR LAVRENTII DE TORNABUONIS IOANNA ALBIZA die Dargestellte als Ehefrau von Lorenzo Tornabuoni aus und macht einen Herstellungskontext im Zeitraum und im Zusammenhang mit ihrer Hochzeit 1486 wahrscheinlich. Exemplare der Medaillen sind in verschiedenen Museen bewahrt: Die Medaille mit den drei Grazien auf dem Revers ist im British Museum London, (Bronze, 7,8 cm, Inventarnummer G3,IP.3) und im Fitzwilliam-Museum Cambridge (Bronze, 7,3 cm, Inventarnummer CM.131–1978). Ein Exemplar mit der gerüsteten Venus bewahrt das Los Angeles County Museum of Art (Bronze, 7,4 cm, Inventarnummer 79.4.362).

- Domenico Ghirlandaio: Heimsuchung Mariae, Porträt in der Assistenz, 1486–1490, Tornabuoni-Kapelle, Santa Maria Novella, Florenz. Am Ende des 15. Jahrhunderts dekorierte Ghirlandaio im Auftrag von Giovanni Tornabuoni einen der am besten erhaltenen Freskenzyklen aus dem Florenz des Quattrocento: Die Tornabuoni-Kapelle in der Dominikanerkirche Santa Maria Novella. In großformatigen Bildfeldern – je sieben Fresken an den Seitenwänden und der Stirnwand – sind die Lebenswege der Jungfrau Maria und Johannes des Täufers visuell nachzuvollziehen. Mit der Darstellung von zeitgenössischen Architektur- und Interieurelementen und insbesondere mit den zeitgenössischen Figuren, die die biblischen Szenen bevölkern, versetzt Ghirlandaio die heiligen Legenden ins frühneuzeitliche Florenz. Unter den zahlreichen dargestellten Zeitgenossen ist auch ein ganzfiguriges Porträt der Giovanna Tornabuoni. Die Identifizierung basiert auf ihren Porträtmedaillen und wird bestätigt durch Ghirlandaios Madrider Profilporträt, in dem Giovanna in fast identischer Pose und Gewandung dargestellt ist.

- Domenico Ghirlandaio: Porträt der Giovanna degli Albizzi Tornabuoni, 1489–1490, Museo Thyssen-Bornemisza, Madrid. Das Tafelbild mit dem Porträt der Giovanna Tornabuoni wird postum auf 1489–1490 datiert und entstand für die private Andacht im Auftrag des Ehemanns Lorenzo Tornabuoni.

Mögliche weitere Darstellungen umfassen ein zweites Assistenzporträt in der Tornabuoni-Kapelle im Fresko mit der Darstellung der Geburt Johannes des Täufers und Sandro Botticellis Freskodarstellung in der ehemaligen Villa Tornabuoni in Chiasso Macerelli. Das Fresko Venus und die drei Grazien überreichen einer Frau Geschenke wurde auf Leinwand transferiert und ist heute im Musée du Louvre in Paris (Inventarnummer 321).

Sandro Botticelli: Venus und die drei Grazien überreichen einer Frau Geschenke, Fresko, auf Leinwand transferiert, Musée du Louvre, Paris

## Textquellen
Das Florentiner Quattrocento gehört zu den am besten dokumentierten historischen Gesellschaften. Auch über das Leben von Giovanna Tornabuoni geben einige Textquellen Auskunft.
Dazu zählen ein Tagebuch (Ricordi) und zwei Rechnungsbücher (Libro debitori e creditori) von Giovannas Vater Maso degli Albizzi. Zusammengenommen umfassen das Tagebuch und die beiden Rechnungsbücher mehrere Hundert Seiten, womit das Leben von Giovannas Vater Maso degli Albizzi außerordentlich reich dokumentiert ist: Die beiden Rechnungsbücher beleuchten die materiellen Aspekte, das Tagebuch stellt Informationen über sein Privatleben bereit. Die drei Manuskripte bewahrt das Archivio Frescobaldi in der Villa Poggio a Remole in Pontassieve.
Zu den verfügbaren Textquellen gehört weiterhin die Beschreibung der Familie Albizzi des zeitgenössischen Historikers Scipione Ammirato und ein Hochzeitsgedicht von Naldo Naldi für Giovanna und Lorenzo Tornabuoni sowie das Inventar aller beweglichen Besitztümer der Tornabuoni von 1498.